# 글리제 876 b
글리제 876 b는 적색 왜성인 글리제 876을 약 60.940일 주기로 1회 공전하는 외계 행성이다. 1998년 6월에 발견되었는데, 이는 적색 왜성 주위를 도는 외계 행성으로는 가장 먼저 발견된 것이다. 글리제 876 b는 글리제 876계(系)에서 가장 바깥쪽을 도는 행성이기도 하다.

## 발견
글리제 876 b는 제프리 마시와 사비에르 델포세 연구진이 각각 독립적으로 발견했다. 전형적인 타 외계 행성들처럼 b 역시 자신의 중력이 어머니 항성의 시선 속도에 미치는 변화량을 감지함으로써 발견되었다. 이는 글리제 876의 분광선에 나타나는 도플러 효과를 민감하게 측정함으로써 가능한 것이었다.

## 공전 및 질량
글리제 876 b는 보다 안쪽을 돌고 있는 글리제 876 c와 1:2의 궤도공명 비율을 보이며(이는 글리제 876 b가 항성을 한 바퀴 돌 동안 c는 두 바퀴 돈다는 의미이다), 두 행성은 중력적 영향을 서로 강하게 주고받는다. 이로 인해 b의 궤도는 떨리며 궤도 요소는 빠른 속도로 변화한다. b의 공전 궤도 이심률은 작으며 그 값은 태양계의 행성들과 비슷하다. 궤도 긴반지름은 0.208 천문단위에 불과한데, 이는 태양과 수성 사이 거리의 절반이 못 된다. 그러나 글리제 876은 태양보다 훨씬 어둡기 때문에 이 정도 거리는 생명체가 탄생할 수 있는 영역 중에서 바깥쪽 부분에 해당된다.
글리제 876 b를 발견하는 데 사용된 시선속도법의 단점은 이 방법으로 발견한 행성의 최소 질량만을 알 수 있다는 것이다. 글리제 876 b의 최소 질량은 목성의 1.93배이다. 실제 질량은 궤도경사각의 크기에 달려 있는데 경사각의 값은 보통 알 수 없는 경우가 많다. 글리제 876 계의 경우 행성 사이의 중력적 상호작용을 이용하여 실제 질량을 구할 수 있는데, 시선 속도 자료와 가장 잘 들어맞는 궤도경사각은 50도(천구면에 대해 기울어진 정도)이다. 이 값이 참이라면 b의 실제 질량은 최저값보다 30퍼센트 정도 큰, 목성질량의 2.5배 수준이 된다. 그런데 측정천문학적 관측에 따르면 b의 경사각은 84도 정도로, 이 값에 따르면 b의 질량은 최솟값보다 약간 더 큰 수준이 된다.

## 물리적 특징
질량이 크다는 점에 착안할 때 글리제 876 b는 딱딱한 표면이 없는 가스 행성일 것이다. b는 항성에 미치는 중력 효과를 통해 간접적으로 발견되었기 때문에 반지름, 화학적 조성물, 표면 온도 등은 아직 밝혀지지 않았다. 이 행성의 조성물이 목성과 비슷하다고 가정하면 글리제 876 b의 대기는 구름 한 점 없이 맑을 것이며, 온도가 상대적으로 낮은 지역에는 물의 구름이 떠 있을 것이다.
글리제 876 b는 지구 정도 질량의 천체가 표면에 액체 물을 지닐 수 있는, 생물권 내를 공전하고 있다. 가스 행성에 생명체가 존재할 가능성은 미지수이나, 이 행성이 질량 큰 위성이 있다면 거기에서 생명이 태어날 가능성이 있다. 가상 외계 위성과 행성, 항성 사이의 조석 상호작용 모형에 따르면 글리제 876 b 근처에 있는 거대한 위성은 계(系)의 수명이 다할 때까지 안정적으로 존재할 가능성이 높다고 한다. 그러나 이런 덩치 큰 위성이 애초에 탄생할 수 있는지의 여부는 밝혀진 바가 없다.

## 같이 보기
- 외계행성의 겉모습